# Love & Live (EP)
Love & Live là mini-album đầu tay của Loona 1/3, nhóm nhỏ đầu tiên của nhóm nhạc nữ Hàn Quốc Loona, được Blockberry Creative phát hành vào ngày 13 tháng 3 năm 2017. Album bao gồm năm bài hát trong đó có đĩa đơn "Love & Live". Love & Live được tái phát hành với tên gọi Love & Evil vào ngày 26 tháng 4 năm 2017.

## Bối cảnh và phát hành
Từ tháng 10 năm 2016 đến tháng 3 năm 2017, thông qua dự án trước khi ra mắt của Loona, Heejin, Hyunjin, Haseul và ViVi lần lượt được công bố là các thành viên thứ nhất, thứ hai, thứ ba và thứ năm của nhóm. Đầu tháng 3 năm 2017, bốn người trở thành thành viên nhóm nhỏ thứ hai của Loona với tên gọi Loona 1/3, và nhóm được công bố là sẽ phát hành mini-album đầu tay Love & Live. Album và video âm nhạc của bài hát chủ đề cùng tên được phát hành vào ngày 13 tháng 3 năm 2017.
Ngày 26 tháng 4 năm 2017, Love & Live được tái phát hành với tên gọi Love & Evil. Phiên bản này bổ sung hai bài hát mới trong đó có đĩa đơn "Sonatine".

## Danh sách đĩa nhạc
| STT              | Nhan đề                                               | Phổ lời                    | Phổ nhạc                     | Phối khí                     | Thời lượng |
| ---------------- | ----------------------------------------------------- | -------------------------- | ---------------------------- | ---------------------------- | ---------- |
| 1.               | "Into the New Heart" (guitar bởi Kim Jungmo của TRAX) |                            | Hwang Hyun NOPARI (MonoTree) | Hwang Hyun NOPARI (MonoTree) | 1:08       |
| 2.               | "Love&Live" (지금, 좋아해)                            | Hwang Hyun (MonoTree)      | Hwang Hyun (MonoTree)        | Hwang Hyun (MonoTree)        | 3:24       |
| 3.               | "You and Me Together"                                 | Artronic Waves David Kater | Artronic Waves David Kater   | Artronic Waves               | 3:08       |
| 4.               | "Fairy Tale"                                          | Artronic Waves             | Artronic Waves               | Artronic Waves               | 3:08       |
| 5.               | "Valentine Girl" (3월을 기다려)                       | Hwanghyun (MonoTree)       | Hwanghyun (MonoTree)         | Hwanghyun (MonoTree)         | 3:11       |
| Tổng thời lượng: | Tổng thời lượng:                                      | Tổng thời lượng:           | Tổng thời lượng:             | Tổng thời lượng:             | 14:11      |

| Love & Evil      | Love & Evil                     | Love & Evil                | Love & Evil                  | Love & Evil                  | Love & Evil |
| STT              | Nhan đề                         | Phổ lời                    | Phổ nhạc                     | Phối khí                     | Thời lượng  |
| ---------------- | ------------------------------- | -------------------------- | ---------------------------- | ---------------------------- | ----------- |
| 1.               | "Love&Evil"                     |                            | Sweetch                      | Sweeth                       | 1:05        |
| 2.               | "Sonatine" (알 수 없는 비밀)    | Sweetch, Noh Ju Hwan       | Sweetch, Noh Ju Hwan, Meng-i | Meng-i, Sweetch, Noh Ju Hwan | 3:20        |
| 3.               | "Rain 51db" (비의 목소리 51db)  | Oreo                       | Oreo                         | Oreo                         | 3:25        |
| 4.               | "Love&Live" (지금, 좋아해)      | Hwanghyun (MonoTree)       | Hwanghyun (MonoTree)         | Hwanghyun (MonoTree)         | 3:24        |
| 5.               | "You and Me Together"           | Artronic Waves David Kater | Artronic Waves David Kater   | Artronic Waves               | 3:08        |
| 6.               | "Fairy Tale"                    | Artronic Waves             | Artronic Waves               | Artronic Waves               | 3:08        |
| 7.               | "Valentine Girl" (3월을 기다려) | Hwanghyun (MonoTree)       | Hwanghyun (MonoTree)         | Hwanghyun (MonoTree)         | 3:11        |
| Tổng thời lượng: | Tổng thời lượng:                | Tổng thời lượng:           | Tổng thời lượng:             | Tổng thời lượng:             | 22:01       |

| Love & Evil – Bài hát bổ sung trên phiên bản vật lý | Love & Evil – Bài hát bổ sung trên phiên bản vật lý | Love & Evil – Bài hát bổ sung trên phiên bản vật lý | Love & Evil – Bài hát bổ sung trên phiên bản vật lý | Love & Evil – Bài hát bổ sung trên phiên bản vật lý | Love & Evil – Bài hát bổ sung trên phiên bản vật lý |
| STT                                                 | Nhan đề                                             | Phổ lời                                             | Phổ nhạc                                            | Phối khí                                            | Thời lượng                                          |
| --------------------------------------------------- | --------------------------------------------------- | --------------------------------------------------- | --------------------------------------------------- | --------------------------------------------------- | --------------------------------------------------- |
| 8.                                                  | "Love&Live Remix " (지금, 좋아해)                   | Hwanghyun (MonoTree)                                | Hwanghyun (MonoTree)                                | Hwanghyun (MonoTree)                                | 2:58                                                |
| 9.                                                  | "You and Me Together Remix "                        | Artronic Waves David Kater                          | Artronic Waves David Kater                          | Artronic Waves                                      | 3:17                                                |
| Tổng thời lượng:                                    | Tổng thời lượng:                                    | Tổng thời lượng:                                    | Tổng thời lượng:                                    | Tổng thời lượng:                                    | 28:16                                               |

Notes
1. ↑  Chỉ có trong phiên bản giới hạn
2. ↑  Chỉ có trong phiên bản giới hạn

## Bảng xếp hạng
| Bảng xếp hạng (2017)              | Thứ hạng cao nhất | Doanh số     |
| --------------------------------- | ----------------- | ------------ |
| Hàn Quốc Gaon Weekly Album Chart  | 10                | - HQ: 2.992+ |
| Hàn Quốc Gaon Monthly Album Chart | 36                | - HQ: 2.992+ |

| Bảng xếp hạng (2017)              | Thứ hạng cao nhất | Doanh số     |
| --------------------------------- | ----------------- | ------------ |
| Hàn Quốc Gaon Weekly Album Chart  | 26                | - HQ: 1.927+ |
| Hàn Quốc Gaon Monthly Album Chart | 65                | - HQ: 1.927+ |